# 碳酸四氯乙叉酯
碳酸四氯乙烯酯是一种碳酸酯，化学式为C
2Cl
4O
2CO，它可由碳酸乙烯酯的光氯化反应制得。它用作草酰氯的前体。
它是一种路易斯碱，可以和五氯化锑形成配合物。它和三正丁胺反应，生成光气。它和铜锌合金在二甲基甲酰胺催化下于乙醚中反应，可以得到碳酸二氯亚乙烯酯。